# Astragalus hypoxylus
Astragalus hypoxylus är en ärtväxtart som beskrevs av Sereno Watson. Astragalus hypoxylus ingår i släktet vedlar, och familjen ärtväxter. Inga underarter finns listade i Catalogue of Life.